# España Sur
España Sur (auch Alto España Sur) ist eine Streusiedlung im Departamento Tarija im südamerikanischen Andenstaat Bolivien.

## Lage
España Sur ist der zentrale Ort des Kanton Alto España im Municipio Tarija in der Provinz Cercado. Die Ortschaft liegt auf einer Höhe von 2335 m an einem der Quellflüsse des Río San Agustín, der über den Río Santa Ana in den Río Nuevo Guadalquivir fließt.

## Geographie
España Sur liegt günstig zwischen den verschiedenen Klimazonen des Landes, am Rande der Anden in einer Höhe von rund 2300 m, so dass meist mildes und angenehmes Wetter herrscht (siehe Klimadiagramm Tarija). In der Regenzeit zwischen Dezember und Februar (Sommermonate) kommt es häufig zu wolkenbruchartigen Gewittern. Der Rest des Jahres ist ausgesprochen niederschlagsarm.

## Verkehrsnetz
España Sur liegt in einer Entfernung von 49 Straßenkilometern östlich von Tarija, der Hauptstadt des Departamentos.
Durch Tarija verläuft in Nord-Süd-Richtung die Nationalstraße Ruta 1, die die das bolivianische Hochland von Norden nach Süden durchquert und von Desaguadero an der Grenze zu Peru über die Metropolen El Alto, Oruro und Potosí nach Tarija führt, und von dort weiter nach Bermejo an der Grenze zu Argentinien.
Acht Kilometer südöstlich des Stadtzentrums von Tarija zweigt die Nationalstraße Ruta 11 in östlicher Richtung von der Ruta 1 ab und führt über Junacas Sur nach Entre Ríos und weiter über Palos Blancos, Villamontes und Ibibobo nach Cañada Oruro an der Grenze zu Paraguay.
Bei Junacas Sur zweigt eine unbefestigte Landstraße nach Nordosten von der Ruta 11 ab, die über Junacas Norte nach neun Kilometern España Sur erreicht.

## Bevölkerung
Die Bevölkerungszahl der Ortschaft España Sur ist in dem Jahrzehnt zwischen den beiden letzten Volkszählungen deutlich zurückgegangen:
| Jahr | Einwohner         | Quelle       |
| ---- | ----------------- | ------------ |
| 1992 | keine Detaildaten | Volkszählung |
| 2001 | 272               | Volkszählung |
| 2012 | 174               | Volkszählung |
| 2024 |                   | Volkszählung |